# Mooers, New York
Mooers, New York (енгл. Mooers) насељено је место без административног статуса у америчкој савезној држави Њујорк.

## Демографија
По попису из 2010. године број становника је 442, што је 2 (0,5%) становника више него 2000. године.
| Група             | 2000.       | 2010.       |
| Белци             | 429 (97,5%) | 437 (98,9%) |
| Афроамериканци    | 1 (0,2%)    | 1 (0,2%)    |
| Азијати           | 1 (0,2%)    | 0 (0,0%)    |
| Хиспаноамериканци | 5 (1,1%)    | 3 (0,7%)    |
| Укупно            | 440         | 442         |